# Томас Манро
То́мас Манро (*1897—†1974) — американський естетик, президент Американської естетичної спілки та один із засновників-редакторів журналу «Journal of Aesthetics and Art Criticism» («Журнал з естетики й художньої критики»), який видається з 1942 року.
Ідеї Томаса Манро в галузі естетичної освіти стали підґрунтям музейних програм ЮНЕСКО та ефективних методик навчання мистецтва.
Основні праці:
- «Art Education, Its Philosophy and Psychology» (1956),
- «Evolution in the Arts, and Other Theories of Culture History» (1963),
- «Form and Style in the Arts: an Introduction to Aesthetic Morphology» (1970),
- «Oriental Aesthetics» (1965), «Scientific Method in Aesthetics» (1928),
- «The Arts and Their Interrelations» (1949),
- «The Creative Arts in American Education : The Interrelation of the Arts in Secondary Education» (1960),
- «Toward Science in Aesthetics» (1956) та інші.